# Jean-Claude Killy
« Killy » redirige ici. Pour les autres significations, voir Killy (homonymie).
Jean-Claude Killy, né le 30 août 1943 à Saint-Cloud, est un skieur alpin, coureur automobile et dirigeant français, triple champion olympique de ski alpin à Grenoble en 1968.
Il fait partie de la grande génération de skieurs français des années 1960 qui domine les compétitions alpines sous la direction d'Honoré Bonnet. À cette époque, il est un sportif sous contrat avec les douanes françaises. Par la suite, il devient membre du Comité international olympique au sein duquel il dirige plusieurs commissions de coordination des Jeux olympiques d'hiver, préside à l'organisation d'événements sportifs majeurs en France et siège au conseil d'administration de plusieurs grandes compagnies. Il est dans les années 1990 (de 1992 à 2001) le président directeur général d’Amaury Sport Organisation.
Au cours de sa carrière sportive, Killy devient le deuxième skieur après Toni Sailer en 1956 à remporter les trois épreuves de ski alpin (descente, slalom, slalom géant) lors des mêmes Jeux olympiques en 1968 à Grenoble et l'un des deux Français à avoir remporté 3 médailles d'or au cours de mêmes Jeux olympiques d'hiver (avec Martin Fourcade). Il gagne également six titres de champion du monde et s'adjuge les deux premières Coupes du monde de ski alpin de l'histoire, en 1967 et 1968. Il détient par ailleurs durant cinquante ans le record de victoires pour un skieur français en Coupe du monde (dix-huit). Il se reconvertit ensuite dans les sports mécaniques (participation aux 24 Heures du Mans entre autres).
Après sa carrière sportive, il prend des postes importants au sein de divers organismes sportifs : membre du comité exécutif alpin de la Fédération internationale de ski, membre du CIO, coprésident du comité d'organisation des Jeux olympiques d'Albertville 1992, président de la commission de coordination des Jeux olympiques d'hiver du CIO, président exécutif du directoire des mondiaux de ski alpin de Val d'Isère en 2009. Il démissionne du CIO à 70 ans, en mars 2014.
Jean-Claude Killy a donné son nom au grand domaine skiable qui regroupe les stations savoyardes de Tignes et de Val d'Isère.

## Biographie

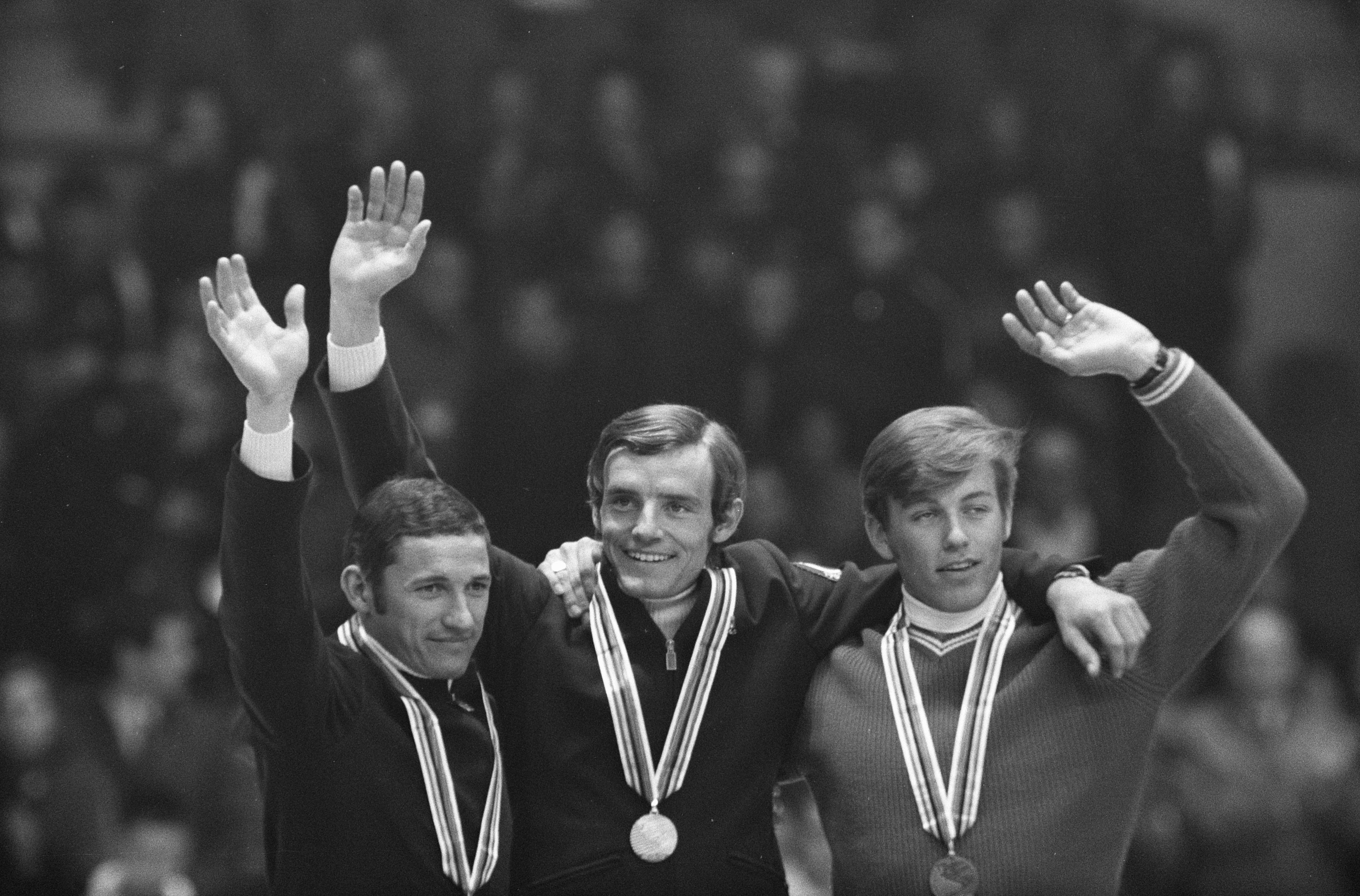
Killy (au centre) sur le podium de la descente des JO 1968 avec Périllat et Dätwyler.

Né à Saint-Cloud, Jean-Claude Killy grandit à Val d'Isère où ses parents Robert Killy (ancien champion de France junior de ski) et Madeleine de Ridder s'installent quand il a trois ans. Son père Robert, né à Sélestat (Bas-Rhin) le 7 mai 1914, et décédé à Val-d'Isère (Savoie) le 14 mai 2001, est pilote de chasse dans la Royal Air Force pendant la Seconde Guerre mondiale. Il s'installe en 1946 à Val d'Isère où il gère un hôtel, La Bergerie, avant d'ouvrir un magasin de sport dans la rue principale de la station, actuellement tenu par le frère de Jean-Claude. Lorsque ses parents divorcent, il est placé en pensionnat dans la vallée et déprime car il est coupé du ski. Il est par la suite élevé par son père. À force de volonté, il surmonte toutes ses épreuves (quatre mois dans un préventorium à la suite d'une primo-infection contractée à 13 ans, cheville abîmée lors d'un accident de voiture à 18 ans) et remporte tous les titres de la catégorie junior des championnats de France à La Clusaz en 1960.
Le jeune Killy fête à 18 ans sa première grande victoire lors du « Critérium de la 1re Neige » de Val d'Isère en décembre 1961 puis sa première « Classique » à Garmisch-Partenkirchen en dominant le slalom géant de Arlberg-Kandahar en 1964. C'est le début d'une brillante carrière. Ses aptitudes physiques, techniques mais surtout mentales lui permettent de s'imposer dans toutes les disciplines du ski alpin : descente, slalom géant, slalom et combiné. Killy possède un temps d'avance sur ses concurrents avec sa prise de risques, sa vision de la meilleure ligne et son départ « catapulté » qu'il utilise à partir de 1966 (il déclenche le portillon de départ en mouvement après s'être appuyé violemment sur ses bâtons ; la méthode sera ensuite reprise par tous les skieurs), qui l'aide notamment à triompher pour 8/100 de seconde dans la descente olympique de 1968.
Jean-Claude Killy confirme très vite son potentiel en devenant double champion du monde en descente et combiné à Portillo en 1966 et en remportant les courses de l'Arlberg-Kandahar 1966 et 1967 ainsi que le classement général des deux premières éditions de la coupe du monde en 1967 (avec 12 victoires et les classements de la descente, du géant et du slalom) et 1968 (6 victoires). Il est un des rares champions à avoir triomphé dans le même week-end dans des « Classiques » comme le « Lauberhorn » de Wengen ou la « Streif » de Kitzbühel où il enlève d'abord la descente puis le slalom. En janvier 1967, il s'impose dans six courses de suite dans trois spécialités — d'abord à Adelboden (slalom géant) puis à Wengen et Kitzbühel (descente et slalom) et enfin à Megève (descente). En 1967, il gagne les cinq descentes de la Coupe du monde, et devient lauréat du Grand Prix de l'Académie des sports. Les Américains l'adorent et le surnomment « King Killy » après la parution de l'article de Serge Lang, fondateur de la Coupe du Monde, dans l'édition d'octobre 1965 de Ski Magazine USA.

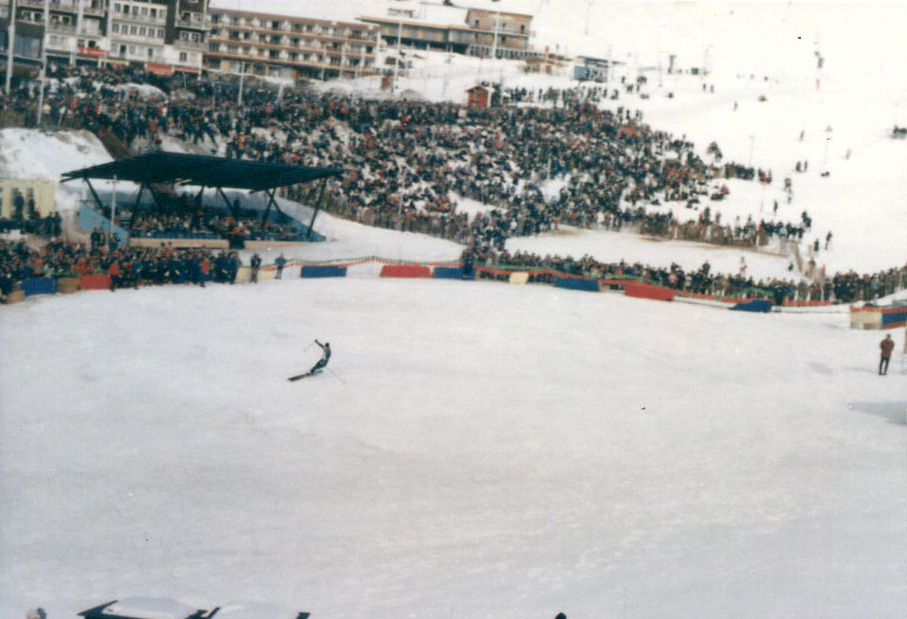
Arrivée de Jean-Claude Killy lors de la première manche du slalom géant (Chamrousse, 11 février 1968).

L'apogée de sa carrière est atteinte lors des Jeux olympiques de 1968 à Grenoble. Killy réalise le triplé olympique sur les pistes de Chamrousse : il devient ainsi l'égal de Toni Sailer qui avait fait de même en 1956 à Cortina d'Ampezzo, Italie, et entre dans la légende olympique et du ski. Hugues Auffray est à cette époque l'auteur d'une chanson, intitulée C'est tout bon, faisant un éloge amusant du skieur alpin.
Après avoir tout gagné en ski, il arrête sa carrière un mois après les Jeux olympiques de Grenoble, à moins de 25 ans, et se lance dans les sports mécaniques (comme le fera plus tard Luc Alphand), en participant à de nombreuses courses dont les 24 heures du Mans, puis dans le cinéma (Snowjob).
Sportif éclectique, celui que ses rares véritables amis appellent familièrement « Toutoune » sait aussi parfaitement mettre à profit son image de grand champion avec l'aide de Marc McCormark, fondateur de l'agence de management américain I.M.G. après que la station de Val d'Isère eut repoussé son offre de collaboration. Mais son image ne s'arrête pas uniquement aux sports. Jean-Claude Killy connaît également le succès dans les affaires, avec notamment une société de vêtements de sports et ski (Veleda-Killy) pour laquelle il reçoit l'Oscar de l'exportation en 1982, et diverses collaborations comme promoteur de nombreuses multinationales comme General Motors, United Airlines, Head Rolex et Coca Cola.
Cependant, Jean-Claude Killy n'oublie pas sa passion première, le ski. C'est ainsi qu'il contribue à développer l'image de ce sport en participant à l'amélioration des moyens techniques, de sécurité et de promotion des stations hivernales et en devenant membre du Comité Exécutif Alpin de la Fédération internationale de ski (FIS) pendant plusieurs années. Avec son ami Michel Barnier, il lance la candidature d'Albertville pour l'organisation des Jeux olympiques, puis il sera coprésident du Comité d'organisation des 16es Jeux olympiques d'hiver en 1992. C'est lui qui décide de nommer Michel Platini pour allumer le flambeau olympique contre l'avis de nombreuses personnes. Il préside ensuite la commission de coordination des Jeux olympiques d'hiver de 2006 à Turin. Enfin, en 2004, il joue un rôle important dans l'attribution des Championnats du monde de ski alpin 2009 à Val-d'Isère lors du Congrès de la FIS de Miami. Cependant, il démissionne le 30 juin 2007 de son poste de président exécutif du directoire des mondiaux de Val d'Isère afin de protester contre une situation politique confuse et mettre en avant les retards pris dans la construction du centre sportif ainsi que dans les travaux d'aménagement des pistes. Depuis plus de vingt ans, le domaine skiable qui s'étend du col de l'Iseran à Val d'Isère, au Glacier de la Grande Motte à Tignes porte le nom d'Espace Killy. De 2007 à 2014, il est coordinateur du CIO pour l'organisation des Jeux olympiques d'hiver de 2014 à Sotchi.
Après les Jeux olympiques d'Albertville, Jean-Claude Killy rejoint Amaury Sport Organisation (ASO), entreprise qui gère le Tour de France et le Paris-Dakar. Il quitte l'entreprise en 1999. Il soutient aussi la candidature de Paris pour accueillir les Jeux olympiques de 2012. Mais son prestige et son rôle dans le CIO, dont il est membre entre 1995 et 2014, ne suffisent pas à faire pencher la balance en faveur de la capitale française face à Londres en raison des intrigues politiques qui perturbent la candidature parisienne.
Sa carrière fut reconnue par l'État français qui lui remet la Légion d'honneur en 1968 lors d'une grande cérémonie à l'Élysée présidée par le général de Gaulle. Il est également membre de l'Académie des sports française (Grand Prix Olympique 1968, Grand Prix 1967, Prix Henry Deutsch de la Meurthe 1966, Médaillé de l'Académie 1965).
Killy habite près de Genève. Pendant de nombreuses années, il pilotait son propre hélicoptère lors de ses déplacements en France et à l'étranger. Sa vie a été retracée dans une biographie de Thierry Dussard, Jean-Claude Killy, parue chez Lattès en 1991. Il décide de démissionner du CIO à l'âge de 70 ans en mars 2014, expliquant : « J'ai 70 ans, il faut que je bouge […]. J’arrête parce que mon olympisme a commencé aux Jeux d’Innsbrück il y a cinquante ans, j’étais skieur. Un demi-siècle juste dont presque vingt ans passés au CIO. »

### Polémique du slalom deChamrousse
Le 17 février 1968, lors de l'épreuve du slalom pour les Jeux olympiques de Grenoble, Jean-Claude Killy remporte la médaille d'or dans d'étranges circonstances. En effet, il arrive d'abord en 3e position puis au cours de l'après-midi, après visionnage des enregistrements et vote du jury, ses deux concurrents — le Norvégien Håkon Mjøen et l'Autrichien Karl Schranz — sont disqualifiés pour avoir raté chacun deux portes.
Karl Schranz arrive tardivement en bas de la piste. Il s'est, en fait, arrêté au milieu de sa descente, gêné, selon ses dires, par un homme qui aurait traversé la piste devant lui. Il obtient le droit de recourir à titre « provisionnel », ce qui laisse la possibilité au jury de juger ultérieurement du bien-fondé de sa requête.
C'est d'abord le Norvégien Mjøen qui est disqualifié, en début d'après midi, pour avoir raté deux portes. Une heure plus tard, vient le tour de Schranz pour les mêmes raisons. Ce dernier fait immédiatement appel. Ce n'est qu'en fin de journée que le jury se prononce enfin. Karl Schranz a raté deux portes avant d'être gêné lors de sa première descente, il est donc disqualifié. La délégation autrichienne est scandalisée, d'autres, la délégation française notamment, déclarent qu'il a imaginé son histoire pour obtenir un recours après s'être aperçu qu'il avait raté une porte.
Cette affaire reste encore aujourd'hui une des plus grandes polémiques de l'histoire des Jeux olympiques modernes.

## Palmarès

### Jeux olympiques d'hiver
Il est le seul Français ayant gagné trois médailles d'or sur une seule édition des Jeux olympiques d'hiver de 1968 à 2018, année où Martin Fourcade obtient trois titres olympiques en biathlon.
| Épreuve / Édition | Descente | Slalom géant | Slalom  |
| JO 1964 Innsbruck | 42e      | 5e           | Abandon |
| JO 1968 Grenoble  | Or       | Or           | Or      |

### Championnats du monde
| Épreuve / Édition      | Descente | Slalom géant | Slalom  | Combiné |
| JO 1964 Innsbruck      | 42e      | 5e           | Abandon | Abandon |
| Mondiaux 1966 Portillo | Or       | 5e           | 8e      | Or      |
| JO 1968 Grenoble       | Or       | Or           | Or      | Or      |

### Coupe du monde
- Vainqueur du classement général en 1967 et 1968
  - Vainqueur de la coupe du monde de descente en 1967
  - Vainqueur de la coupe du monde de géant en 1967 et 1968
  - Vainqueur de la coupe du monde de slalom en 1967
  - 18 victoires : 6 descentes, 7 géants et 5 slaloms
  - 24 podiums

#### Saison par saison
- Coupe du monde 1965 :
  - Vainqueur en slalom à Kitzbühel
- Coupe du monde 1967 :
  - Classement général : 1er
    - Vainqueur de la coupe du monde de descente
    - Vainqueur de la coupe du monde de géant
    - Vainqueur de la coupe du monde de slalom
    - 5 victoires en descente : Wengen, Kitzbühel, Megève, Sestrières (Arlberg-Kandahar) et Franconia
    - 4 victoires en géant : Adelboden, Franconia, Vail et Jackson Hole
    - 3 victoires en slalom : Wengen, Kitzbühel et Franconia
- Coupe du monde 1968 :
  - Classement général : 1er
    - Vainqueur de la coupe du monde de géant
    - 1 victoire en descente : Grenoble (Jeux olympiques)
    - 3 victoires en géant : Adelboden, Grenoble (Jeux olympiques) et Méribel
    - 2 victoires en slalom : Grenoble (Jeux olympiques) et Rossland

### Arlberg-Kandahar
- K de diamant
- Vainqueur du Kandahar 1966 à Mürren et 1967 à Sestrières
  - Vainqueur de la descente 1967 à Sestrières
  - Vainqueur du géant 1964 à Garmisch
  - Vainqueur du slalom 1966 (II) à Mürren

### Championnats de France

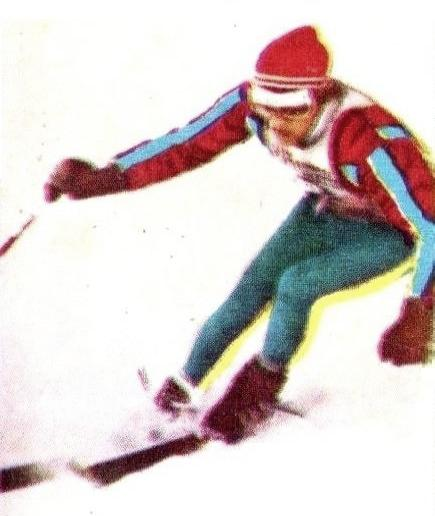
Jean-Claude Killy en 1967.

- Champion de France de Descente en 1966
- Champion de France de Géant en 1964 et 1967
- Champion de France de Slalom en 1964
- Champion de France du Combiné en 1963 et 1964

### Autres victoires alpines
- Champion du monde de ski professionnel en 1973

### Records alpins
- Il est le seul skieur à avoir remporté en Coupe du Monde six victoires consécutives dans toutes les disciplines de l'époque (1967), et il enlève 12 des 17 épreuves de la première édition de la Coupe du Monde en 1967.

### Course automobile

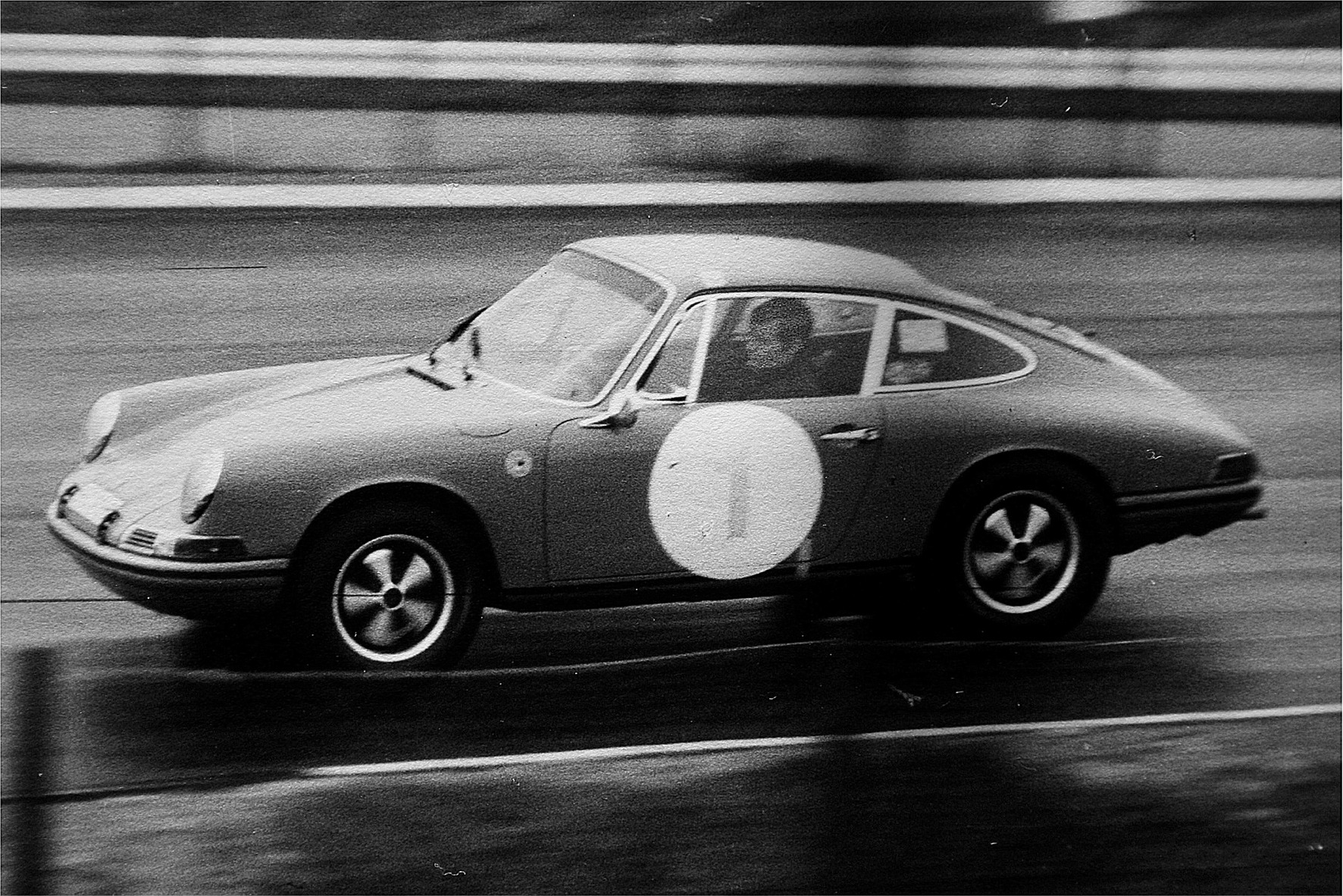
Jean-Claude Killy en essai au Nürburgring sur Porsche 911S en 1968.

- 1er de la Targa Florio, catégorie Grand Tourisme, en 1967 sur Porsche 911S (2L., à un tour du vainqueur et 7e au général avec Bernard Cahier[7], ancien vainqueur de catégorie GT à la Targa Florio 1960 sur D.B. HBR Coupé avec Gérard Laureau (de), multiple vainqueur de classe 750 cm3 au Mans, à Sebring, au Nürburgring... toujours sur DB[8]);
- 2e aux 1000 km de Monza, catégorie Grand Tourisme, en 1968 (et 10e au général, avec Jean Guichet);
- 3e aux 1000 km du Nürburgring, catégorie Grand Tourisme, en 1968 (et 26e au général, avec J. Guichet);
- Participation aux 24 Heures du Mans 1969 (17e, avec Bob Wollek, sur Alpine A210).

## Honneurs et récompenses
- Grand officier de la Légion d'honneur en 2000[9], Commandeur (1992), Officier (1986), Chevalier (1968).
- Médaille d'honneur des douanes (2006)[10]
- Médaillé de l'Académie des sports en 1965
- Grand Prix de l'Académie des sports (Serge Kampf) en 1967
- Grand Prix Olympique de l'Académie des sports en 1968
- Champion des Champions français de L'Équipe en 1967 et 1968
- Champion du siècle de ski élu à Vienne en novembre 1999
- Oscar pour l'exportation avec sa société de vêtements de sports Veleda-Killy[11]
- Donne son nom à une rue à Marignane
- Ordre de l'Honneur (Russie) des mains de Vladimir Poutine le 24 mars 2014, une semaine après l'annexion de la Crimée par la Russie[12].

## Filmographie
- 28 secondes pour un hold-up (Snow Job) de George Englund en 1971, avec Vittorio De Sica et Danièle Gaubert.
- Copper Mountain de David Mitchell en 1983, avec Jim Carrey.
- Killy, un temps d'avance, documentaire de Jean-Marc Eysseric, 2018.

## Vie privée
Jean-Claude Killy épouse, en 1972, l'actrice Danièle Gaubert avec laquelle il a une fille : Émilie. Il adopte également les deux enfants issus du premier mariage de Danièle, Leonidas Rhadames et Isabelle Trujillo Martinez. Sa femme meurt des suites d'un cancer en novembre 1987. Après la mort de son épouse, il est en couple avec Sophie.
Son amitié avec le président russe Vladimir Poutine interroge.